# Kanō Tannyū
En aquest nom japonès, el cognom és Kanō.
Kanō Tannyū va ser un pintor japonès d'assumptes de gènere, animals i composicions murals de l'escola Kano. El seu veritable nom era Kanō Morinobu, sobrenomenat Shirojirō, Uneme. Va signar sota diversos noms artístics diferents: Tannyû, Byakurenshi, Hippōdaikoji, Seimei. Va néixer el 4 de març de 1602 i va morir el 4 de novembre de 1674.

## Biografia i recorregut artístic

### L'art decoratiu als seglesxviixvii
Abans fins i tot de la mort a Kyoto de Kanō Sanraku, últim representant de l'estil Momoyama, apareix una nova generació de pintors: l'escola principal de Kanō, lligada ara al clan Tokugawa Ieyasu, canvia de cap i són tres nets d'Eitoku, és a dir, els fills de Kanō Takanobu, Tannyū, Naonobu i Yasunobu, els que prenen el comandament del taller, convertint-se així en l'acadèmia oficial del nou Shogunat d'Edo. Després de la mort sobtada del seu pare, el primer treball d'entitat al que han de plantar cara, sobretot el primogènit Tannyū, és la decoració del castell Nijo, construït a Kyoto de 1601 a 1603 per Tokugawa Ieyasu.
El 1626, Tokugawa Iemitsu, el seu net, amb la finalitat d'afirmar la potència del nou shogunat enfront de la família imperial, convida solemnement a l'emperador Go-mizunoo a allotjar-se en aquest castell, el qual ordena embellir afegint nous edificis i renovant completament la seva decoració. L'execució d'aquest treball en un temps limitat és una veritable prova que decideix la destinació de Tannyū i de la seva família. Gràcies a la seva tenacitat, el jove artista, que recorda als seus contemporanis al seu avi Kano Eitoku durant la construcció del Castell Azuchi, aconsegueix a donar a tots aquests grandiosos edificis una nova resplendor, ajudat en la seva tasca pel seu germà petit Naonobu o els talentosos deixebles formats pel seu pare.

### La pintura de gènere dels segles XVI i XVIII
D'aquest monument magnífic, al que sovint se'l ha nomenat el Versalles del Japó, solament el palau de ni-no-maru -segon recinte que constitueix la part oest del castell- ha arribat gairebé íntegre. Aquest conjunt de cinc grandiosos edificis, connectats entre ells per amples corredors, va ser erigit durant la fundació del castell el 1603, i decorat novament el 1626. Es presenta doncs com l'únic testimoni del fast dels grans palaus d'aquesta època. La decoració de la part més noble, ō-hiroma -les grans sales d'audiència-, és deguda, possiblement, al pinzell de Tannyū al capdavant del seu taller. Tots els murs estan coberts de grans composicions polícromas sobre fons d'or que tracten el tema tradicional dels pins i dels ocells.

### Tendències diverses de la pintura moderna posterior
Però aquí, l'esforç dels artistes tendeix a magnificar la potència del nou dictador. Sobre una llarga divisió de la quarta sala, per exemple, un sol pi gegantesc ocupa un espai de catorze metres de longitud sobre cinc metres d'altura. Posada entre l'espessor, una vella àguila sembla dominar tota la sala amb la seva dignitat real. No obstant això, davant la gran proporció de l'espai del fons d'or, es comença a sentir la vanitat d'aquest luxe: la pintura es congela malgrat les dimensions grandioses dels arbres i dels ocells. Aquesta perillosa afició cap a l'academicisme va a corrompre de seguida a l'Escola Kanō, des dels successors directes de Tannyū, que es beneficien encara de l'elevat patrocini del govern shogunal.Entre els seus millors deixebles es troba Kusumi Morikage (1602-1664).

### Trenta-sis retrats de poetes immortals
Els grans autors de waka -poemes curts japonesos- són anomenats «poetes immortals». Fujiwara no Kintō (segles X–XI), escull trenta-sis poetes cèlebres, els quals es divideixen en dos grups de divuit poetes cadascun. El primer dels grups va ser proposat per Kakinomoto no Hitomaro i el segon per Ki no Tsurayuki. Aquests trenta-sis poetes van competir en un gran concurs de poesia. Estan representats asseguts sobre tatamis realçats, sobre fons d'or, pintats pels germans Kanō (Tannyū, Naonobu i Yasunobu) que treballen pel shogunato de l'època. Cadascun d'ells realitza dotze retrats.
El santuari de Kotohira-gū disposa de documents que detallen l'atribució a cadascun dels tres germans Kanō. Tannyū pinta les sis primers poetes del grup de Hitomaro i els sis primers del grup Tsurayuki. Naonobu realitza els dotze altres poetes del grup Hitomaro i Yasunobu acaba els dotze últims poetes del grup Tsurayuki. Els poemes cal·ligrafiats estan executats pels nobles de la Cort. Aquests retrats sobre marcs són tots de les mateixes dimensions (63,6x41,6 cm), i estan pintats en pa d'or sobre fusta i datats el 1648.